# Pattinaggio di velocità ai II Giochi olimpici giovanili invernali
Le gare di pattinaggio di velocità dei II Giochi olimpici giovanili invernali si sono svolte nel palazzetto del ghiaggio "Viking Ship" di Hamar, in Norvegia, dal 13 al 19 febbraio 2016.

## Podi

### Ragazzi
| Evento        | Oro          | Tempo        | Argento           | Tempo           | Bronzo               | Tempo                |
| 500 m         | Li Yanzhe    | 71"95        | Kazuki Sakakibara | 73"97           | Chung Jae Woong      | 74"13                |
| 1500 m        | Kim Min-Seok | 1'51"35      | Daichi Horikawa   | 1'52"96         | Daan Baks            | 1'53"29              |
| Gara in linea | Kim Min-Seok | Kim Min-Seok | Chung Jae Woong   | Chung Jae Woong | Allan Dahl Johansson | Allan Dahl Johansson |

### Ragazze
| Evento        | Oro         | Tempo       | Argento | Tempo   | Bronzo        | Tempo       |
| 500 m         | Kim Min Sun | 78"66       | Han Mei | 79"44   | Li Huawei     | 79"75       |
| 1500 m        | Park Ji Woo | 2'03"53     | Han Mei | 2'04"48 | Noemi Bonazza | 2'05"49     |
| Gara in linea | Park Ji Woo | Park Ji Woo | Han Mei | Han Mei | Kim Min Sun   | Kim Min Sun |

### Misti
| Evento               | Oro                                                                      | Tempo   | Argento                                                              | Tempo   | Bronzo                                                                   | Tempo   |
| Gara a squadre miste | Squadra 6 Noemi Bonazza Sumiya Buyantogtokh Chung Jae Woong Shen Hanyang | 1'57"85 | Squadra 9 Elisa Dul Karolina Gąsecka Austin Kleba Anvar Mukhamadeyev | 1'58"80 | Squadra 10 Chiara Cristelli Mihaela Hogas Ole Jeske Allan Dahl Johansson | 2'05"49 |